# 华强街道
华强街道，是中华人民共和国广西壮族自治区南宁市西乡塘区下辖的一个乡镇级行政单位。

## 行政区划
华强街道下辖以下地区：
华强社区、南伦社区、永宁社区、大同社区和龙胜社区。